# Wizard's Soul 〜恋の聖戦〜
『Wizard's Soul 〜恋の聖戦〜』（ウィザーズソウル こいのジハード）は、秋★枝による日本の漫画作品。『コミックフラッパー』（メディアファクトリー）にて、2013年8月号から2015年8月号まで連載。

## 概要
架空のトレーディングカードゲーム（以下、TCG）「Wizard's Soul」（以下、WS）を通して、主人公・一之瀬まなかの恋と苦闘を描く。
本作の特徴は、TCGを題材としながら恋愛を主軸とした漫画作品であることである。TCGを題材とした漫画の多くは、TCG商品の販売促進の関係から読者層が低年齢層に設定されており、派手なエフェクトや演出が多用され、ストーリー展開も人命や世界規模の災厄に関連する、一種のセカイ系作品が一般的であった。一方本作品では、限りなく現実に近い世界の、架空のTCGを通したラブコメディがストーリーの主軸であり、その点で過去のTCG漫画作品と一線を画する。
作中に登場するTCGのWSは、「Magic: The Gathering」をモデルにしている。作者の秋★枝自身がMagic: The Gatheringのプレイヤーであり、担当のT氏に「カードゲームやってる女の子を描きたい」と酔った勢いで申し出たところ了承を得られ、本作品が誕生した。作中ではWSの明確なルールは説明されないが、TCG界隈でよく使われる用語の説明や「TCGプレイヤーあるある」ネタをちりばめることによって、カードゲームの雰囲気を忠実に再現している。

## ストーリー
WSというTCGが世界的な人気スポーツとして流行し、WSの強さが知識・技量・運のバロメーターとして、そしてなによりモテるために必須とされる世界。主人公の一之瀬まなかは同級生の櫻井瑛太と、友人以上恋人未満の緩やかな関係を築いていた。だが、まなかの父親がレアカード詐欺に遭い多額の借金を負ってしまう。このままでは家族の平穏な生活が失われてしまうことを予感したまなかは、WSの大会に出場し賞金を獲得することを決意する。

## 登場人物
一之瀬 まなか（いちのせ まなか）
本作の主人公。父親と2人の妹をもつ。
カードショップDRAWでアルバイトする中学生。甘いものや可愛いものが好きで、大人しい性格のごく普通の女の子。櫻井瑛太とは相思相愛なのだが、付き合ってはいない。妹たちをとても大切に思っており、家族を守るためにWSの大会へ出場することを決意する。
過去の経験からWSのことを嫌っており、大会出場の決意をするまではカードショップで小学生に（わざと）負けていたため、周囲からはWSが弱い（またはWSをしない）人だと思われていた。しかし実際は豊富な経験に裏打ちされた確かな技量を持っており、その強さは大会常連を圧倒するほどのもの。真剣勝負の際はつまらなそうに、だが容赦のない戦いをするため、対戦相手や周囲の雰囲気を暗くしてしまう。
使用するデッキは、打ち消し呪文によるパーミッション戦略を主体としたコントロールデッキ。サイドボードからデッキ破壊ギミックやロック戦略を取り込めるほか、通常のコントロールデッキでは採用されないようなカードも搭載し、メタ外からの奇襲を狙う。主なフィニッシャーは、1ターンのみ対戦相手のクリーチャーをすべて奪う《冥王の略奪》。
櫻井 瑛太（さくらい えいた）
一之瀬まなかの同級生。まなかとは相思相愛で、告白するタイミングをうかがっている。
大会入賞を狙えるほどの実力を持っていたが、格下だと思っていたまなかに敗れデュエルポイントをすべて奪われたことで、喧嘩別れのような状態になってしまう。しかし、まなかの強さを素直に認めたことで逆に惚れ直し、大会へ出場するまなかのサポートと打倒まなかを目指して奔走する。
使用するデッキは、トップメタの天使の種族デッキ。

### GP四国の参加者たち
太田 ひとみ（おおた ひとみ）
四角い眼鏡をかけた太った女性。愛称は「ふとみん」。
容姿や性格が良くないため、自分からTCGの強さを取ったら何も残らないと思っている。
使用するデッキは、ファッティと呼ばれる巨大クリーチャーで相手を殴り倒すビートダウンデッキ。豪快な力押しカードの隙を繊細なプレイングでカバーする。主なフィニッシャーは、破壊と復活の能力を持つ《激怒するガネーシャ》。
王子 憲一（おうじ けんいち）
フツメンでカード力があり気遣いができるため、とてもモテる青年。愛称は「王子」。
長年種族デッキで戦っている経験者。
使用するデッキは、女神の種族デッキ。受けの広いデッキ構成で堅実に勝利するため、勝率は6割5分。主なフィニッシャーは、女神を支援しつつ攻撃を確実に通す能力を持つ《妖精女王-タイタニア》。
綾小路 ここな（あやのこうじ ここな）
猫をこよなく愛する少女。大会には猫耳と着物姿で出場することが多い。「ニョホホ」が口癖。
五十棲雪乃に友人以上の感情を抱いている。資産や技術も優れているものの、雪乃のために勝ちたいと思っている。卑怯な手段を使う輩には搦め手で反撃する。ひとみとも仲が良い。
使用するデッキは、猫を主体としたデッキ。店長曰く「プレイングが的確で正確」。デッキ構築はかなり尖っているが、メタは読み切っている。
浅原 あき（あさはら あき）
四角い眼鏡をかけた痩身の女性。愛称は「ロマンさん」。
特殊勝利や大がかりなコンボなど夢の溢れるカードをデッキに組み込みながら、そこそこの勝率を誇ることで有名なプレイヤー。常にロマンを追い求める姿勢と、楽しそうにゲームをプレイする愛らしさから、年齢性別問わず多くのWSプレイヤーに愛されている。まなかが見慣れないカードを使用した際は「同類（なかま）」だと思い込みテンションが上がっていた。
使用するデッキは、コンボデッキ。デッキ構造そのものが脆いためか、シルバーバレット戦略を採用している。主なフィニッシャーは、場に四聖獣のすべてのカードが揃っているときゲームに勝利する《黄竜招来》。
草間 紡（くさま つむぎ）
洒落た格好の金髪の女性。ネガティブな性格の29歳。ひとみとは軽口を叩きあえる仲。
地方の出身であり、中学時代までWSは負けなしだった。しかし都会の高校へ進学した際、地方格差による都会と自分のレベルの違いに愕然とし、遊びも恋も捨ててWSに打ち込む。それにより周囲と同等の実力を身につけるものの、大学以降はプロを目指す「本当に強い人たち」に勝てなかったことで、自らがプロたりえるセンスや才能を持ちえない凡人であることを悟ってしまう。それ以降は、逆に都会の流行デッキで地方大会に乗り込む田舎狩りでプロになれない鬱憤を晴らしていたが、かつての自分が持っていたゲームを楽しむ気持ちを目の当たりにしたことで、プロにもアマチュアにもなれない自分の半端さに気づきWSの引退を考えている。グランプリで入賞しプロが視野に入る実力であるためむしろ強いレベルのプレイヤーではあるのだが、プロとアマチュアの紙一重の差の重みに苦しんでいる。それでも彼女がWSに打ち込んできたのは、ひとえにWSが好きだからである。
使用するデッキは、「極寒」のハーフロックデッキ（ブリザードロック）。互いのマテリアルを使用不可能にすることで相手を行動不能にし、自分はマテリアルを使用しないフィニッシャーを用意することでゲームに勝利する。主なフィニッシャーは、手札を消滅させる代替コストによってプレイできる《極寒の夜チェルノボーグ》《極寒の昼ベロボーグ》《極寒の地の太陽神ダジボーグ》。
上原 空弥（うえはら くうや）
櫻井瑛太の知り合いの男子学生。四角い眼鏡をかけている。
性格が悪く、たとえ助言や親切心からの言葉であっても悪意的にしか受け取らない。またゲーム外で相手を煽るなど素行は良くない。一方で彼自身も精神的な弱さがあり、気分によってプレイングの精度にムラがある。
使用するデッキは、天使の種族デッキ。使いこなすのは難しいが現環境のトップメタであり、使用している理由は「自分に合っているから」とのこと。主なフィニッシャーは、打ち消されず即座に攻撃でき自身の能力を上昇させられる《ヴァルハラの天使-エア》。プレミアレア（最高位のレアリティ）のカードであり、バイト代をつぎ込んで買った1枚刺し。
小森 ケイ（こもり ケイ）
小柄な女学生。気弱な性格。
可愛いイラストのカードを好んで使用する、いわゆるティミープレイヤー。そのためWSは強くなかったのだが、SNSで神楽坂あおいから助言を受けてトップメタの天使デッキに有効なコンボを組み込んだことで一線級のデッキとなり、グランプリを勝ち上がってきた。以前から神楽坂あおいのファンだったが、助言を受けてからはより熱心になっている。グランプリに参加したのも、優勝者として神楽坂あおいと対戦できる権利を利用し、彼女に直接お礼を言うためである。デッキはかなり使いこまれているが、カードの知識や理解力に未熟さがある。
使用するデッキは、植物デッキ。コンセプトありきのデッキだが、トップメタの天使デッキに対しては有利に戦える。主なフィニッシャーは、ターン開始時にすべてのクリーチャーにダメージを与えつつ、自身はクリーチャーの数だけ強化される《森の番人－チェスナト》。
築館 弘（ちくだて ひろ）
四角い眼鏡をかけた少年。自称天才デッキビルダー。
グランプリ四国で流行したバーンデッキを持ちこんだ張本人。以前、草間紡の田舎狩りに遭っており、それ以来紡を師匠と呼んで慕っている。明るい性格だが低年齢であるためか歯に衣着せぬ言動が目立ち、彼に付きまとわれる紬は心底ウザがっている（なんだかんだで面倒は見ている模様）。
使用するデッキは、バーンデッキ。サイドボードから構成を大きく変えることができ、トップメタの天使デッキ対策をしているデッキでは対処しきれない。主なフィニッシャーは、限定的なカードを要求する代わりに、クリーチャーを破壊しつつそのコントローラーにダメージを与える《ペレの火山砲》。
神楽坂 あおい（かぐらざか あおい）
アイドル。グランプリ四国のゲストとして招かれており、優勝者は彼女とエキシビションマッチを行う権利を獲得する。
構築、プレイング共に非常に高い技術を有しており、デッキ構築にある種の縛りがあるにもかかわらず、環境のデッキと十分に渡り合えるデッキを構築できる。アイドルとして「最強のカードを詰め込んだ最強のデッキで最高のプレイングにより勝利というエンタメを提供する」という矜持を持つ。
使用するデッキは、プロモーションデッキ。グランプリ開催地の企業とタイアップした限定PRカードを使用したデッキで、通常のカードではありえないような莫大なアドバンテージを稼ぎ出す最高レアリティのカードが大量に詰め込まれている。これらのカードは流通数が少ないために非常に高額であり、別大会で彼女が使用したデッキの総額１００万円と同程度の金額になっている。

## クラスメイト
綾乃（あやの）、美結（みゆ）
まなかの友人。まなかの恋心と事情を知っており、陰ながら応援する。WSの腕前は本人ら曰く「まなかがどれだけ強くなっても嫌いにならないくらい弱い」。
小林（こばやし）
まなかのクラスメイト。櫻井瑛太に片想いしている。
まなかが瑛太を騙し討ちしてポイントを奪ったと考えており、まなかをクラスで吊し上げるためのゲームを行うが敗北する。その後もGP四国に出場したまなかを敗退させるため、対戦相手にまなかのデッキリストを渡し、スリーブを密かに傷つけ反則負けになるように妨害工作を仕掛けるなどする。

### その他の登場人物
店長
カードショップDRAWの店長。WSのレベルA（以上）のジャッジ資格を持つ。
アルバイトであるまなかのことを気にかけている。
カードゲームしながらでないとうまくコミュニケーションが取れない。
かのん、いおん
まなかの妹。双子。幼稚園児だが二人で留守番ができる。つみれとWSが大好き。
まなかの父親
3人の娘を持つ父親。カードで家族を養っていく夢を持っているが、老人でも引っかからないようなレアカード詐欺に引っかかり多額の借金を背負ったことで、まなかから「今後一切カードには触らない」約束をさせられた。
まなかの母親
故人。体が弱く入退院を繰り返していた。まなかのゲームプレイの根幹を作った人物。
入院することが多かったため暇つぶしとして最適なWSに傾倒し、圧倒的な強さを誇っていた。入院ばかりで母親らしいことが何もできないため、せめてカードゲームだけでも教えたいと思い、毎日見舞いに来るまなかと勝負していたものの、入院生活の時間をカードに費やしている母と、同年代であればWSを始める否かという年齢だったまなかでは当然勝負にならなかった。まなかは日々繰り返される敗北により徐々に強くなっていったが、母もまた日に日に進行する病と比例するように強さを増していった。「現実が辛いほどゲームでの引きが良くなる」と言う母に、いつしかまなかには母の強さと死の影が重なって見え、「自分が勝てば、母は治る」という強迫観念に囚われるようになってしまう。まなかの望みは母と楽しくゲームをすることだったが、その強迫観念の前には幾多の敗北に諦めることも、敗北を笑って流すことも許されなかった。母を救うために必死の思いで挑み続けたまなかだったが、その手が勝利を掴むことは終ぞなかった。
五十棲 雪乃（いそずみ ゆきの）
ここなの友人。WSについて豊富な知識を持ち、ここなをサポートする。ここなに友人以上の感情を抱いている。
まじめで不器用な性格で、正論ばかり言うためクラスメイトからいじめられていた。一方で、ここなにはその性格を好かれている。基本的に無表情だが、ここなの前では感情が出やすい。
ゲームルールのみならず大会の運営ルールにも精通した深い知識を持つが、その知識が仇となり不要な警戒や構築バランスの歪みを招いてしまい、WSはあまり強くない。「知識がプレイングを縛ってしまっている」典型例といえる。

## 単行本
- 秋★枝『Wizard's Soul 〜恋の聖戦〜』メディアファクトリー〈MFコミックス フラッパーシリーズ〉、全4巻
  1. 2014年2月28日初版第一刷発行、2014年2月22日発売 ISBN 978-4-04-066285-5
  2. 2014年8月31日初版第一刷発行、2014年8月23日発売 ISBN 978-4-04-066837-6
  3. 2015年1月31日初版第一刷発行、2015年1月23日発売 ISBN 978-4-04-067246-5
  4. 2015年8月31日初版第一刷発行、2015年8月22日発売 ISBN 978-4-04-067577-0